# Simone Veilová
Simone Veilová, rozená Jacobová (13. července 1927 Nice – 30. června 2017 Paříž), byla francouzská politička a právnička.

## Život
Narodila se v Nice v židovské rodině. V roce 1944 byla celá rodina deportována do koncentračního tábora Osvětim a odtud do Bergen-Belsenu. V koncentračních táborech a v transportech židů zemřeli její matka, otec i bratr.
Vystudovala pařížský Institut d'études politiques a nejprve byla zaměstnána na úředních pozicích na ministerstvu spravedlnosti.
V roce 1974 se stala první ženou ve francouzské vládě jako ministryně zdravotnictví v kabinetu premiéra Jacquese Chiraca (1974–1979). Proslula především zákonem z roku 1975 (tzv. „Loi Veil“), který francouzským ženám umožnil bez omezení využívat institut interrupce.
Po svém zvolení do Evropského parlamentu v roce 1979 byla hned zvolena jeho předsedkyní a stala se vůbec první ženou v čele této instituce. Funkci vykonávala do roku 1982, evropskou poslankyní byla do roku 1993. V rámci svého působení v parlamentu stála například v čele jeho liberálně demokratické frakce (1984–1989).
Následně se vrátila do vlády Édouarda Balladura, znovu do funkce ministryně zdravotnictví (1993–1995).
Od roku 1998 do roku 2007 byla členkou Ústavní rady. Kritiku vyvolala tím, že se souhlasem ostatních členů rady v roce 2005 přerušila výkon své funkce a věnovala se aktivně kampani na podporu tzv. evropské ústavy. Potvrdila tak svou pověst velké bojovnice za jednotnou Evropu, kterou se stala na základě svých zkušeností z druhé světové války.
Když v roce 2000 vznikla francouzská Nadace památky holocaustu, stala se její prezidentkou a zůstala jí až do roku 2007, od té doby byla její čestnou prezidentkou.
Kniha Muži si to také pamatují (francouzsky Les hommes aussi s'en souviennent) obsahuje její texty a proslovy, včetně slavného proslovu před poslanci při předložení zákona o interrupcích z roku 1975. Kniha vyšla v roce 2004.

## Soukromý život
S manželem Antoinem Veilem se vzali 26. října 1946 a měli tři syny: Jeana, Clauda-Nicolase a Pierra Françoise.

## Vyznamenání a ocenění
I díky svému zákonu o interrupcích je vnímána jako významná osobnost boje za práva žen, což jí také přineslo účast v první stovce ankety Největší Francouz z roku 2005.
Je první ženou-nositelkou Ceny Karla Velikého z roku 1981 a čestných doktorátů na dvou desítkách univerzit po celém světě.
V roce 2008 byla uvedena do Francouzské akademie. Na meči, který každý člen akademie dostává, jsou jako symboly vyryty její číslo z koncentračního tábora Osvětim, heslo francouzské revoluce Volnost, rovnost, bratrství a heslo Evropské unie Jednotná v rozmanitosti.

### Státní vyznamenání
- velkokříž Řádu za zásluhy – Portugalsko, 31. října 1987[9]
- velkokříž Řádu prince Jindřicha – Portugalsko, 26. března 1993[9]
- velkokříž Řádu čestné legie – 13. července 2012[10]